# Osseo (Wisconsin)
Osseo è una città degli Stati Uniti d'America, situata in Wisconsin, nella Contea di Trempealeau.